# Hormoaning
Albums de Nirvana
Nevermind
(1991) Incesticide
(1992)
Hormoaning est une compilation EP du groupe Nirvana réservée aux marchés japonais et australiens, sortie le 5 février 1992.
Précisions sur les titres :
- Turnaround, Son of a Gun et Molly's Lips apparaissent également sur l'album Incesticide.
- D-7 apparait sur la version UK du single Lithium.
- Aneurysm et Even in His Youth apparaissent sur le single Smells Like Teen Spirit.
- D-7 et cette version d'Aneurysm sont également présentes sur le deuxième disque de With the Lights Out.
- Une version studio différente d'Aneurysm peut être trouvée sur l'album Incesticide.

## Sorties
En Australie, 15 000 copies ont été tirées : 1 000 cassettes, 10 000 CD et 4 000 éditions vinyle. Au Japon, l'EP n'est sorti qu'en grandes quantités de CD avec une pochette d'album complètement différente de la version australienne.
En 2011, Hormoaning fut publié par Record Store Day aux États-Unis, et 6 000 copies ont été tirées.

## Liste des titres
1. Turnaround (Devo) - 2:21
2. Aneurysm (Cobain/Nirvana) - 4:49
3. D-7 (The Wipers) - 3:47
4. Son of a Gun (The Vaselines) - 2:50
5. Even in his youth (Cobain/Nirvana) - 3:07
6. Molly's Lips (The Vaselines) - 1:53

## Classement

### 1992
| Chart                           | Position |
| ------------------------------- | -------- |
| Australie (ARIA) "Album Charts" | 2        |
| Japon (Oricon) "Album Charts"   | 67       |

### 2012
| Chart                                            | Position |
| ------------------------------------------------ | -------- |
| États-Unis (Billboard Tastemaker) "Album Charts" | 20       |

## Personnes
- Kurt Cobain - Guitare, voix
- Dave Grohl - Batterie, voix
- Krist Novoselic - Basse, voix
- Dale Griffin - Producteur (pistes 1, 3, 4 & 6)
- Mike Engles - Technicien (pistes 1, 3, 4 & 6)
- Fred Kay - Technicien (pistes 1, 3, 4 & 6)
- Craig Montgomery - Producteur, Technicien (pistes 2 & 5)
- Andy Wallace - Mixage (pistes 2 & 5)